# Andulo
Andulo ist eine Kleinstadt in Angola, im Südwesten Afrikas.

## Geschichte
Eine bedeutende katholische Mission war hier seit 1933 ansässig. Andulo wurde am 13. Juli 1971 zur Kleinstadt (Vila) erhoben, noch unter portugiesischer Kolonialverwaltung.
Im Verlauf des nach der Unabhängigkeit 1975 ausgebrochenen Angolanischen Bürgerkriegs (1975–2002) nahmen 1976 die FAPLA, die Streitkräfte der MPLA, die Mission ein und vertrieben die Geistlichen. Die UNITA eroberte danach die Mission und richtete hier einen Stützpunkt ein, auf dem sich ihr Anführer Jonas Savimbi häufig aufhielt.

## Verwaltung
Andulo ist Sitz eines gleichnamigen Landkreises (Município) in der Provinz Bié. Der Kreis hat 311.544 Einwohner (Schätzung 2011) auf einer Fläche von 10.845 km².
Folgende Gemeinden (Comunas) liegen im Kreis Andulo:
- Andulo
- Calucinga
- Cassumbe
- Chivaúlo

## Verkehr
Der Flughafen Aeroporto de Andulo (IATA-Code: ANL) wird für Inlandsflüge genutzt.